# Alacón
Alacón est une commune d’Espagne, dans la province de Teruel, communauté autonome d'Aragon comarque d'Andorra-Sierra de Arcos